# Have a N.I.C.E. day!
Have a N.I.C.E. day! (N.I.C.E. para abreviar Nitro Injection Car Enterprises) es un juego de carreras para Windows lanzado en 1997 por Synetic y publicado por Magic Bytes. Más tarde, se lanzó el complemento Track-Pack, que ofrece opciones de configuración adicionales y casi la misma cantidad de pistas nuevamente. En 1998 se lanzó la secuela N.I.C.E. 2.

## Jugabilidad
El jugador comienza su carrera como piloto de carreras en la parte inferior: en un Chevrolet Impala tiene que completar una serie de carreras. No es fundamental ir siempre primero, hay un sistema de puntos que es similar al de la Fórmula 1. Por cada carrera ganada, el jugador recibe dinero y algunas piezas de rompecabezas. Con el dinero puede poner a punto su coche y comprar algunos trucos más o menos útiles. El jugador puede juntar las piezas del rompecabezas y recibe un bono en efectivo cuando lo completa. Tan pronto como el jugador se convierte en el ganador de una serie de carreras, es ascendido a la siguiente clase superior. El Chevrolet Impala pronto fue seguido por el Ford Mustang, que más tarde fue reemplazado por un automóvil propulsado por cohetes.
Además del modo carrera, también existe la opción de luchar contra otro piloto en un duelo. Dependiendo de la cantidad invertida, pocos o ningún conductor se atreve a hacer esto. Si su propio automóvil está dañado, el jugador puede usar un kit de reparación que repara el automóvil en un 20 por ciento.

## Pistas
La mayoría de las pistas tienen antecedentes históricos, una de las pistas pasa por las pirámides de los egipcios y la otra por las de los aztecas. Cada ruta está salpicada de bucles y rampas. Las curvas estaban marcadas con diferentes colores, por ejemplo una curva marcada en rojo es ancha y se puede tomar rápidamente, una azul un poco más estrecha y una amarilla casi obliga a una parada completa para no golpear la barandilla.

## Particularidades
Además de las opciones de actualización "normales" (motor, suspensión, etc.), el taller de tuning también ofrece algunas piezas inusuales para elegir. Además de elementos útiles como guías de barandillas y aspiradoras, hay accesorios agradables para el interior. Esto incluye un rollo de papel higiénico para el estante del sombrero, un pomo de engranaje en forma de calavera y cubos de felpa para el espejo. También se puede comprar una cola de zorra y un cigarro de la victoria, pero no ayudan con las carreras.
N.I.C.E. especialmente a través del arsenal de armas, que entre otras cosas. incluye las siguientes armas:
- Ametralladora Gatling (Ametralladora clásica)

• Minas pegajosas (se lanzan desde la parte trasera del vehículo al capó del enemigo, donde detonan)
- Lanzador de aceite (hace que los oponentes se deslicen)
- Lanzador de clavos (coloca una alfombra de clavos en la calzada y obstaculiza a otros conductores)
- Misiles (siempre vuela en línea recta y detona en el objetivo)
- Misiles PEM (se activa un PEM en el objetivo que paraliza el vehículo enemigo)
- Cuchillo para neumáticos (corta los neumáticos del oponente)

"Hellcat" juega un papel divertido, aunque sin sentido, que suelta un comentario sarcástico sobre el jugador después de cada carrera (por ejemplo, "¡Incluso una gallina ciega encuentra un grano!")

## Compatibilidad
N.I.C.E. no se puede iniciar en PC desde Windows XP, pero se puede hacer que se ejecute utilizando el modo de compatibilidad. A partir de Windows 10, N.I.C.E. se ejecuta de nuevo sin problemas.